# Ion V. Adrian
Ion. V. Adrian (n. 1837, Mihăileni, România – d. 14 august 1875, Botoșani, România) a fost un profesor și publicist român.
A făcut studiile în Fălticeni și Iași. În 1856 a fost numit profesor la școala primară publică din Dorohoi, apoi, în 1858, profesor de istorie la gimnaziul din Galați. În 1864 devine revizor al Școlilor din Dorohoi, Suceava, Iași și Botoșani, iar în 1868 director al liceului din Botoșani. 
În mai multe rânduri Adrian a fost și ziarist, colaborând la gazeta umoristică Bondarul din Iași, Independentul din Botoșani și Steluța.
La sfârșitul vieții (între 1871–1875), Adrian profesează ca tipograf în Botoșani.

## Volume
- Versuri (1872)
- Postulachi Slugărescu (satiră, 1874).